# 麥可·柯里昂
麥可·柯里昂（英語：Michael Corleone，1920-1997），虚构人物。電影《教父》系列的主角之一，柯里昂家族教父維托·柯里昂的三子，美国本部黑手党柯里昂家族首领。1950年前後的一連串事件使他繼承家族，成為柯里昂家族第二代教父，继承了他父亲维托（Vito Corleone)沉着、冷静、精明、坚强的性格，从而带领家族走向辉煌。

## 生平
1920年出生於美國紐約的小意大利。1941年，日本軍偷襲珍珠港，麥可不理家族反對，從大學退學加入美國海軍陸戰隊參戰。
1944年被頒授海軍十字勳章、銀星勳章，被稱為英雄並成為雜誌封面人物。
1945年麥可在戰爭結束後以上尉軍階退役，與女朋友凱伊訂婚。毒梟索拉索要求維托合作販毒，維托不願意，索拉索派人刺殺維托，維托卻大難不死而住院。麥可在探訪父親之際，察覺現場有人蠢蠢欲動，機智的麥可拯救了父親，卻被索拉索的同伙麥考斯基警長毆打，傷了鼻子，從此一生都患有嚴重鼻炎，並喪失大部分的嗅覺功能。
1946年，麥可假意談判，卻在晚宴中將黑幫頭目索拉索與其同黨麥考斯基警長槍殺，逃到籍貫地西西里島，在父親的舊友、當地黑幫頭目的地盤上藏身，並娶了一位美麗少女艾波洛妮亞為妻。與此同時，在美國的長兄桑尼被敵人刺殺，亂槍打死。
1947年，柯里昂家族與敵對家族的對抗激烈化，戰火漫延至西西里島，對方想要刺殺麥克，卻炸死了艾波洛妮亞，維托·柯里昂向對頭家族提出和平條約，結束對抗。
1949年麥可返回美國，維托禪讓予麥克，麥可成為第二代教父，並與之前的未婚妻凱伊結婚。
1951年，長男安東尼誕生。
1953年，長女瑪麗誕生。
1955年，維托去世。麥可刺殺了紐約黑手黨五大家族的頭目，並肅清家族內的背叛者。
1980年以後，妻子凱伊離婚、女兒遭仇敵報復殺害，萬念俱灰的麥可金盆洗手，傳位給長兄桑尼·柯里昂的私生子文森，獨自回西西里島孤寂的度過餘生。于1997年在当年迎娶意大利娇妻艾波洛妮亞的庭院中逝世。

## 性格
寡言、機智、懷有理想，是個擁有強烈意志的人，一般時候為人謙和，待人恭敬，偶爾展露自己的霸氣。曾受高等教育，一度從軍，本來希望成為政府高官如州長或參議員等職務，而非繼承家族的黑帮事业，但因為發生父親被敵對勢力暗殺未遂及長兄被殺等事件而接受父親的禪讓，成為教父。
在成為教父之後，行事風格狠辣無情，把妨礙他的人徹底剷除，成功地令家族稱霸江湖，比父親當年的勢力有過之而無不及。但與處事周全圓融的父親不同，他的強勢與自私導致了妻離子散的下場，孤獨終老。

## 其他
在第一集當中，麥可於維托·柯里昂所住醫院外，與糕點師安索一同佯裝看守維托的保鑣，卻因為警官麥考斯基的暴力行為而令鼻子機能受損，此後會不由自主的流鼻涕，須經常使用手帕。育有一子一女。